# 주불롭시스 노바이젤란디아이
주불롭시스 노바이젤란디아이(Jubulopsis novae-zelandiae)는 망울이끼목에 속하는 우산이끼류의 일종이다. 주불롭시스속(Jubulopsis)의 유일종이다. 별도의 주불롭시스과(Jubulopsidaceae)로 분류하기도 한다.